# Reinhold-Tüxen-Preis
Der Reinhold-Tüxen-Preis ist ein internationaler Wissenschaftspreis. Er wird seit 1987 verliehen von der Stadt Rinteln zur Erinnerung an ihren Ehrenbürger Reinhold Tüxen, den geistigen Vater der Pflanzensoziologie in Deutschland. Der Tüxen-Preis ist mit 5000 Euro dotiert und ist weltweit der einzige Wissenschaftspreis, der ausschließlich für bedeutende Leistungen in Forschung und Praxis auf dem Gebiet der Vegetationskunde verliehen wird.

## Preisträger
- 1987: Władysław Matuszkiewicz
- 1989: Erich Oberdorfer
- 1991: Victor Westhoff
- 1993: Ernst Preising
- 1995: Akira Miyawaki
- 1997: Konrad Buchwald
- 2000: Dieter Mueller-Dombois
- 2003: Otti Wilmanns
- 2006: Frank Klötzli
- 2009: Heinrich E. Weber
- 2012: Alessandro Pignatti
- 2015: Hartmut Dierschke
- 2018: Wolfredo Wildpret de la Torre
- 2021: Richard Pott[1]
- 2024: Wolfgang Haber[2]